# Ждярський потік (притока Грону)
Ждярський потік (словац. Ždiarsky potok) — річка в Словаччині, права притока Грону, протікає в окрузі Брезно.
Довжина приблизно 6.5 км. Витік знаходиться в масиві Низькі Татри (частина Кральовогольські Татри) — схил гори Гомолька — на висоті близько 1320 метрів. Протікає територією села Поломка.
Впадає в Грон на висоті приблизно 580-590 метрів.